# Ред Диър
 Тази статия е за града в Канада.  За реката вижте Ред Диър (река).  
Ред Диър (на английски: Red Deer) е град в югозападна Канада, намиращ се в провинция Албърта. Населението му е около 100 000 души (2016).
Разположен е на 855 метра надморска височина в Северните ледникови равнини, на 135 километра северно от Калгари и на 145 километра южно от Едмънтън. През града тече река Ред Диър. Селището възниква през 90-те години на XIX век и се разраства бързо в средата на XX век със започналия добив на нефт и природен газ в района. През 1964 година е основана Реддиърската политехника.